# Elitloppet 1992
Elitloppet 1992 var den 41:a upplagan av Elitloppet, som gick av stapeln söndagen den 31 maj 1992 på Solvalla i Stockholm. Finalen vanns av den kanadensiska hästen Billyjojimbob, körd av Murray Brethour och tränad av Mike Wade.
1992 års startfält innefattade förutom Billyjojimbob, bland annat den regerade vinnaren Peace Corps, samt den tysktränade hästen Sea Cove (som kom att vinna nästkommande år). Billyjojimbob blev den första och hittills enda kanadensisktränade hästen att vinna ett Elitlopp. Han blev även den första valacken att vinna.

## Upplägg och genomförande
Elitloppet är ett inbjudningslopp och varje år bjuds 16 hästar som utmärkt sig in till Elitloppet. Hästarna lottas in i två kvalheat, och de fyra bästa i varje försök går vidare till finalen som sker 2–3 timmar senare samma dag. Desto bättre placering i kvalheatet, desto tidigare får hästens tränare välja startspår inför finalen. Samtliga tre lopp travas sedan 1965 över sprinterdistansen 1 609 meter (engelska milen) med autostart (bilstart). I Elitloppet 1992 var förstapris i finalen 1 150 000 kronor, och 150 000 kronor i respektive kvalheat.

## Kvalheat 1
| P | S | Häst               | Kusk             | Tränare          | Land      | Odds  | Tid    |
| - | - | ------------------ | ---------------- | ---------------- | --------- | ----- | ------ |
| 1 | 5 | Peace Corps        | Torbjörn Jansson | Torbjörn Jansson | Sverige   | 1,71  | 1.12,8 |
| 2 | 7 | Meadow Prophet     | Lars Gustafsson  | Lars Gustafsson  | Sverige   | 4,00  | 1.12,9 |
| 3 | 3 | Super Darby        | Wilhelm Paal     | Wilhelm Paal     | Tyskland  | 24,90 | 1.12,9 |
| 4 | 8 | Sea Cove           | Joseph Verbeeck  | Joseph Verbeeck  | Belgien   | 9,40  | 1.12,9 |
| 0 | 6 | Volcan Des Rotours | Xavier Cavey     | Xavier Cavey     | Frankrike | 34,60 | 1.13,7 |
| 0 | 1 | Somatic            | Tommy Haughton   | Tommy Haughton   | USA       | 6,80  | 1.14,2 |
| 0 | 2 | Otto Mani          | Jorma Kontio     | Esa Aronen       | Finland   | 38,40 | 1.14,8 |
| d | 4 | Yourworstnightmare | Lorenzo Baldi    | Lorenzo Baldi    | Italien   | 13,60 | d5g    |

## Kvalheat 2
| P | S | Häst              | Kusk               | Tränare            | Land      | Odds  | Tid     |
| - | - | ----------------- | ------------------ | ------------------ | --------- | ----- | ------- |
| 1 | 2 | Billyjojimbob     | Murray Brethour    | Mike Wade          | Kanada    | 3,81  | 1.11,71 |
| 2 | 1 | Kit Lobell        | Berndt Lindstedt   | Stig H Johansson   | Sverige   | 4,20  | i.t.    |
| 3 | 8 | Park Avenue Kathy | Göran E. Johansson | Göran E. Johansson | Sverige   | 8,00  | i.t.    |
| 4 | 3 | Nealy Lobell      | Johnny Takter      | Johnny Takter      | Sverige   | 13,90 | i.t.    |
| 0 | 7 | Scoring Light     | Heinz Wewering     | Heinz Wewering     | Tyskland  | 5,70  | i.t.    |
| 0 | 5 | Mint di Jesolo    | Antonio Loungo     | Antonio Loungo     | Italien   | 14,90 | i.t.    |
| 0 | 4 | Prince Mystic     | Atle Hamre         | Atle Hamre         | Norge     | 3,40  | i.t.    |
| d | 6 | Vroum D'or        | Bertrand Lefevre   | Bertrand Lefevre   | Frankrike | 31,40 | ug      |

1 Tidbandet ur funktion. Tid på segrande häst satt till 1.11,7

## Finalheat
| P | S | Häst              | Kusk               | Tränare            | Land     | Odds  | Tid    |
| - | - | ----------------- | ------------------ | ------------------ | -------- | ----- | ------ |
| 1 | 2 | Billyjojimbob     | Murray Brethour    | Mike Wade          | Kanada   | 2,40  | 1.11,8 |
| 2 | 1 | Meadow Prophet    | Lars Gustafsson    | Lars Gustafsson    | Sverige  | 8,30  | 1.11,9 |
| 3 | 8 | Sea Cove          | Joseph Verbeeck    | Joseph Verbeeck    | Belgien  | 45,30 | 1.12,1 |
| 4 | 7 | Nealy Lobell      | Johnny Takter      | Johnny Takter      | Sverige  | 98,70 | 1.12,2 |
| 5 | 4 | Kit Lobell        | Berndt Lindstedt   | Stig H Johansson   | Sverige  | 8,80  | 1.12,4 |
| 0 | 3 | Peace Corps       | Torbjörn Jansson   | Torbjörn Jansson   | Sverige  | 2,20  | 1.12,5 |
| 0 | 5 | Park Avenue Kathy | Göran E. Johansson | Göran E. Johansson | Sverige  | 14,60 | 1.12,5 |
| d | 6 | Super Darby       | Wilhelm Paal       | Wilhelm Paal       | Tyskland | 15,20 | d8g    |